# Куцелай, Александр Александрович
Александр Александрович Куцелай (бел. Аляксандр Аляксандравіч Куцалай; род. 28 августа 1957, Минск, СССР) — белорусский дипломат, посол Белоруссии во Вьетнаме в 2004—2010 годах.

## Образование
В 1984 году окончил Минский радиотехнический институт. В 1992 году — Академию народного хозяйства при Правительстве Российской Федерации. Владеет испанским и английским языками.

## Биография
- 1976 — 1978 годы — служба в рядах Советской Армии, Забайкальский Военный округ
- 1982 — 1991 годы — электромонтажник, мастер, прораб, старший прораб, начальник участка Минского монтажного управления спецтреста «Белэлектромонтаж»
- 1991 — 1992 годы — слушатель Академии народного хозяйства при Правительстве Российской Федерации
- 1992 — 1992 годы — слушатель Международной школы бизнеса (IBM), г. Токио, Япония
- 1992 — 1993 годы — начальник коммерческого центра спецтреста «Белэлектромонтаж»
- 1993 — 1994 годы — главный специалист управления нетарифного регулирования Государственного комитета Республики Беларусь по внешнеэкономическим связям
- 1994 — 1997 годы — начальник отдела экспортного контроля, заместитель начальника управления, начальник управления регулирования внешней торговли Министерства внешних экономических связей Республики Беларусь
- 1997 — 2001 годы — торговый представитель Республики Беларусь в Монголии
- 2002 — 2004 годы — начальник управления внешней торговли, директор департамента координации внешнеэкономической деятельности Министерства иностранных дел Республики Беларусь
- март 2004 — 3 сентября 2010 — Чрезвычайный и Полномочный Посол Республики Беларусь во Социалистической Республике Вьетнам

В 2011 году в соответствии с Указом Президента Республики Беларусь награждён Орденом Почёта.